# Weißbrustralle
Das Weißbrustralle (Rufirallus leucopyrrhus; Syn.: Laterallus leucopyrrhus) ist eine Vogelart aus der Familie der Rallen (Rallidae), die in Brasilien, Paraguay, Argentinien und Uruguay vorkommt. Der Bestand wird von der IUCN als nicht gefährdet (Least Concern) eingeschätzt.

## Merkmale
Die Weißbrustralle erreicht ein Körpergewicht von durchschnittlich 45,35 g bei einer Körperlänge von etwa 14 bis 17 cm. Es besteht kein Geschlechtsdimorphismus. Sie ist reinweiß vom Kinn bis zur Brustmitte, wobei sich diese Farbe scharf von den angrenzenden hellen kastanienbraunen Bereichen von Kopf, Hals und Brust abgegrenzt. Der Rest der Oberseite ist dunkel olivbraun, dunkler vom Bürzel bis zum Schwanz. Die Seiten und Flanken zieren ein kräftiges vertikales schwärzlich weißes Band. Einige Vögel haben eine diffuse rotbraune Bänderung auf den Oberflügeldecken, die variieren kann. Das Muster der Unterschwanzdecken sind in der Mitte schwarz und seitlich weiß. Dies ist in dieser Gattung einzigartig. Einige Vögel haben grauere Federn um die Augen, die eine Maske bilden, möglicherweise sind es Männchen oder ältere Individuen. Die Augen sind hell rot, das Augenlid rot. Der schwarze Schnabel hat eine gelbe Basis am Unterschnabel mit einer hellgrünen bis hellblauen Spitze. Der Eizahn bleibt wie eine Narbenkruste an der Basis des Oberschnabels zurück. Die Beine sind korallenrot bis lachsrosa. Das Gefieder von Jungtieren  ähnelt stark dem der Erwachsenen, kann aber dunkle Flecken und einen insgesamt dunkleren Schnabel und dunklere Beine aufweisen. Sie haben eine dunkelbraune Oberseite, eine graue bis weißliche Unterseite, einen schwärzlichen Schnabel und schwarze Beine.

## Lautäußerungen
Der Hauptgesang der Weißbrustralle besteht aus einem langgezogenen, kehligen Geschnatter. Dieser wird auch als resonanter, am Ende absteigender Triller beschrieben, der üblicherweise mit gestrecktem Hals ausgestoßen wird. Der Triller ähnelt stark dem der sympatrischen Rothalsralle (Laterallus melanophaius), klingt aber weniger schrill und etwas tiefer und gurgelnder. Der Triller kann von einem einzelnen Vogel oder als Duett nach einer Reihe rauer und variabler Rufe ausgestoßen werden. Der häufigste Alarmruf ist ein tiefer Kui-Pfeifton, der üblicherweise einzeln, gelegentlich aber auch in gleichmäßigen Abständen ausgestoßen wird. Nach der Wiederholung ertönt manchmal ein raues tschrrrrrr.... In Begleitung von Küken oder Jungtieren stößt sie gelegentlich ein kurzes, tiefes tscheck aus. Bei der Amazonasralle (Laterallus exilis) klingt der Triller rauer, kürzer und kräftiger, bei der Rotgesichtralle (Rufirallus xenopterus) ähnlich, aber weniger klar.

## Fortpflanzung
Beide Geschlechter der Weißbrustralle bauen das Nest, welches aus Gräsern, Kräutern und Schilf besteht. Es ist kugelförmig mit einem großen seitlichen Eingangsloch. Normalerweise ist es an Sumpfvegetation befestigt und häufig aus dem umgebenden Schilf gebaut, 50 bis 90 Zentimeter über dem Boden, also offenbar etwas über dem Boden. Der Durchmesser der vorderen hinteren Kammer ist 12 Zentimeter, die Höhe 7 Zentimeter und Außendurchmesser etwa 15 Zentimeter. Ein weiteres vermessenes Nest hatte einen Innendurchmesser von 13 Zentimeter, der runde Eingang war 7 Zentimeter hoch und der Außendurchmesser 20 Zentimeter. Die Eier, meist etwa drei an der Zahl, sind gleichmäßig weiß, glanzlos und messen 31 bis 37 × 23 bis 27 Millimeter. In Argentinien wurde von Brutaktivitäten von Oktober bis Februar berichtet. Dabei dürfte es sich vermutlich um Doppelbruten handelten, da zwischen Oktober und Januar Eier gefunden wurden. Ein in Gefangenschaft gehaltenes Weibchen wurde beim Nestbau ohne Stütze beobachtet. Das Nest bestand aus einem großen Haufen weicher, nasser Blätter und war in zwei Metern Höhe auf einer Heckenkirschen platziert. Tagsüber wurden die Eier nur vom Weibchen bebrütet. Die Brutzeit betrug 23 bis 24 Tage und erfolgte durch beide Geschlechter. Die schwarzen, flaumigen Küken haben schwarze nackte Körperteile und eines wog 7 bis 8 Gramm. Die Küken verlassen kurz nach dem Schlüpfen das Nest und können sich sofort selbst ernähren. Dabei füttern und pflegen erwachsene Tiere sie normalerweise aber noch. Gelegentlich werden Junge eines ersten Wurfs noch gemeinsam mit Jungen eines zweiten Wurfs gefüttert. Allerdings sind sie mit vier Wochen selbständig und mit sechs Wochen ausgewachsen. Weitere Beobachtungen in Gefangenschaft zeigen, dass sie monogam ist. Das Balzverhalten wurde bei dem Männchen als eigentümlich auf einem festgelegten Weg in der Nähe des Nests hin und her gehend beschrieben. Dabei gab es ein leises Knarren von sich. Gleichzeitig startet das Weibchen sehr schnell und fliegt nach oben. Eine weitere, unklare Darstellung besteht darin, dass die beiden Vögel aufrecht einander gegenüberstehen, mit ihren kurzen, abgerundeten Flügeln kräftig flattern und ein Knurren ausstoßen. Während der Brutzeit füttert das Männchen das Weibchen. Die Argentinische Sumpf Ratte (Scapteromys aquaticus) oder das Gemeine Weißohropossum (Didelphis albiventris) können gelegentlich die Nester plündern. Vermutlich gehören auch Schlangen zu den Nesträubern.

## Verhalten und Ernährung
Die Weißbrustralle sucht auf dem Boden laufend oder kletternd in der Vegetation nach Nahrung. Auch sucht sie in Pfützen, Schlamm und unter oder zwischen Blättern nach Nahrung. Erwachsene Tiere ernähren sich von Insekten, Würmern, anderen Wirbellosen und einigen Samen. In freier Wildbahn wurden erwachsene Tiere beobachtet, die Raupen und kleine Würmer für die Küken sammelten. In Gefangenschaft frisst sie auch Weichfuttermischungen zusammen mit gemahlenem rohem Rinderherz für die erwachsenen Tiere, ergänzt durch hartgekochte Eier für die Jungtiere, Insekten und Larven. Auch Karotten und Reis, Biskuitmehl, lebende Stubenfliegen, Mehlwürmer, Trockenfutterpulver für Hunde und Milchnektar wird verfüttert. Grünes Futter und Obst scheint sie zu ignorieren. Sie ist extrem scheu und versteckt sich in dichtem Grasland. Die Vögel klettern in dichter Simsen-Vegetation sowie auf Sträucher und kleinere Bäume umher. Meist sieht man sie als Paare.  Das Sonnenbaden gilt für sie als gesellige Aktivität und beinhaltet viel gegenseitige Gefiederpflege. Ein Revier der Weißbrustralle ist ca. 16 Hektar groß. In einigen Revieren in Punta Lara scheint sie sich ganzjährig aufzuhalten. Kleine Gruppen von bis zu vier Individuen werden außerhalb der Brutzeit selten gesehen.

## Verbreitung und Lebensraum

Verbreitungsgebiet (grün) der Weißbrustralle

Die Weißbrustralle bevorzugt in Paraguay dichte 30 bis 50 Zentimeter hohe Graslandschaften, mit teils verfilzten Gräsern. Diese sind meist zwei bis vier Zentimeter hoch mit Wasser bedeckt. Dazwischen finden sich 2 Meter höhe Gräser, Sträucher oder Baumfarne. Im brasilianischen Rio Grande do Sul kommt sie in Sümpfen vor, die von Simsen der Art Scirpus giganteus dominiert werden, sowie in kleinen Restsümpfen in der Nähe von bebauten Gebieten. Dort überlappt sich das Habitat oft mit der Rothalsralle. Dort, wo beide Arten vorkommen, ist die Weißbrustralle deutlich häufiger präsent als die Rothalsralle. In Uruguay bewohnt sie dichte, emporragende Vegetation wie die Süßgräser-Art Zizaniopsis bonariensis, Felder mit überschwemmtem der zum Mannstreu gehörenden Art Eryngium pandanifolium und andere Feuchtgebiete mit Sträuchern. Im Nordosten Argentiniens kommt die Art in dicht bewachsenen Sümpfen mit oder ohne Bäume sowie in dichtem Buschland und an Uferböschungen in Flussnähe vor. Bei Buenos Aires wurde beobachtet, dass sie Gebiete mit Totora-Schilf meidet.

## Etymologie und Forschungsgeschichte
Die Erstbeschreibung der Weißbrustralle erfolgte 1819 durch Louis Pierre Vieillot unter dem wissenschaftlichen Namen Rallus leucopyrrhus. Als Verbreitungsgebiet gab er Paraguay an, basierend auf Ypacahá del pardo acanelado y blanco von Félix de Azara. 1856 führten Charles Lucien Jules Laurent Bonaparte die neue Gattung Rufirallus ein. Dieser Begriff ist ein Wortgebilde aus lateinisch rufus ‚rötlich‘ und vermutlich dem Französischen Rasle, Râle für die Ralle. Der Artname leucopyrrhus ist ein Wortgebilde aus λευκος leukos, deutsch ‚weiß‘ und πυρ, πυρος pyr, pyrrhos, deutsch ‚Feuer, flammenfarben‘. Alfred Laubmann hatte für sein Werk Die Vögel von Paraguay einen Balg, gesammelt von Gualterio Walter im Bergland des Cerro Pelado bei Villarrica im Departamento Concepción, zur Verfügung. In der Literatur fand er neben Referenzen auf Azara nur den Río Pilcomayo durch Hans Hermann Carl Ludwig von Berlepsch. Früher wurde die Weißbrustralle in die Gattung Laterallus Gray, GR, 1855 gestellt. Aufgrund neuerer wissenschaftlicher Erkenntnisse wird sie heute unter Rufirallus kategorisiert.